# س. ويلينغتون ووكر
س. ويلينغتون ووكر (بالإنجليزية: C. Wellington Walker) هو مهندس معماري أمريكي، ولد في 1889 في سترانغ في الولايات المتحدة، وتوفي في 1967 في بريدجبورت في الولايات المتحدة.